# Campeonato Europeu de madison masculina
O Campeonato da Europa de madison é o campeonato europeu da disciplina de Madison organizado anualmente pela UEC.
O primeiro campeonato teve lugar em 1949 e desde 2010 estão dentro dos Campeonatos da Europa de ciclismo em pista.

## Palmarés
| Evento   | Ouro                                             | Prata                                              | Bronze                                                |
| -------- | ------------------------------------------------ | -------------------------------------------------- | ----------------------------------------------------- |
| 1949     | Gerrit Boeijen Gerrit Schulte                    | Achiel Bruneel Camiel Dekuysscher                  | Reginald Arnold Alfred Strom                          |
| 1950     | Gerrit Peters Gerrit Schulte                     | Achiel Bruneel Guy Lapébie                         | Armin von Büren Hugo Koblet                           |
| 1951     | Valère Ollivier Albert Sercu                     | Gerrit Peters Gerrit Schulte                       | Ernest Thyssen Albert Ramon                           |
| 1952     | Jean Le Nizerhy Roger Reynes                     | Reginald Arnold Alfred Strom                       | Roger Godeau Raymond Goussot                          |
| 1953     | Armin von Büren Hugo Koblet                      | Gerrit Peters Gerrit Schulte                       | Achiel Bruneel Arsene Rijckaert                       |
| 1954     | Armin von Büren Hugo Koblet                      | Gerrit Peters Gerrit Schulte                       | Achiel Bruneel Lucien Acou                            |
| 1955 (1) | Dominique Forlini Georges Senfftleben            | Walter Bucher Jean Roth                            | Joseph Debeuckelaer Arsene Rijckaert                  |
| 1955 (2) | Piet Haan Jan Plantaz                            | Gerrit Peters Gerrit Schulte                       | Reginald Arnold Sid Patterson                         |
| 1957     | Reginald Arnold Ferdinando Terruzzi              | Joseph Debeuckelaer Arsene Rijckaert               | Evan Klamer Kay Werner Nielsen                        |
| 1958     | Emile Severeyns Rik Van Steenbergen              | Emile Carrara Georges Senfftleben                  | Dominique Forlini Pierre Brun                         |
| 1959     | Emile Severeyns Rik Van Steenbergen              | Palle Lykke Kay Werner Nielsen                     | Peter Post Gerrit Schulte                             |
| 1960     | Emile Severeyns Rik Van Steenbergen              | Fritz Pfenninger Jean Roth                         | Lucien Gillen Oscar Plattner                          |
| 1961     | Emile Severeyns Rik Van Steenbergen              | Sigi Renz Günther Ziegler                          | Rudi Altig Hans Junkermann                            |
| 1962     | Klaus Bugdahl Fritz Pfenninger                   | Peter Post Rik Van Looy                            | Emile Severeyns Rik Van Steenbergen                   |
| 1963     | Palle Lykke Rik Van Steenbergen                  | Peter Post Willy Vannitsen                         | Reginald Arnold Emile Severeyns                       |
| 1964     | Peter Post Fritz Pfenninger                      | Klaus Bugdahl Sigi Renz                            | Lucien Gillen Peter Tiefenthaler                      |
| 1965     | Rudi Altig Hans Junkermann                       | Emile Severeyns Rik Van Steenbergen                | Dieter Kemper Horst Oldenburg                         |
| 1966 (1) | Klaus Bugdahl Sigi Renz                          | Palle Lykke Rik Van Steenbergen                    | Rum Baensch Fritz Pfenninger                          |
| 1966 (2) | Peter Post Fritz Pfenninger                      | Sigi Renz Horst Oldenburg                          | Romain De Loof Freddy Eugen                           |
| 1968 (1) | Dieter Kemper Horst Oldenburg                    | Freddy Eugen Rolf Roggendorf                       | Klaus Bugdahl Patrick Sercu                           |
| 1968 (2) | Peter Post Patrick Sercu                         | Dieter Kemper Horst Oldenburg                      | Klaus Bugdahl Fritz Pfenninger                        |
| 1969     | Eddy Merckx Patrick Sercu                        | Peter Post Lee Duyndam                             | Klaus Bugdahl Dieter Kemper                           |
| 1971 (1) | Wilfried Peffgen Sigi Renz                       | Peter Post René Pijnen                             | Graeme Gilmore Patrick Sercu                          |
| 1971 (2) | Klaus Bugdahl Dieter Kemper                      | Julien Stevens Patrick Sercu                       | Wilfried Peffgen Sigi Renz                            |
| 1973 (1) | Wilfried Peffgen Albert Fritz                    | Klaas Balk René Pijnen                             | Julien Stevens Rik Van Linden                         |
| 1973 (2) | René Pijnen Leio Duyndam                         | Jacky Mourioux Alain Van Lancker                   | Wilfried Peffgen Albert Fritz                         |
| 1974     | René Pijnen Patrick Sercu                        | Graeme Gilmore Dieter Kemper                       | Sigi Renz Roy Schuiten                                |
| 1976     | René Pijnen Günter Haritz                        | Donald Allan Danny Clark                           | Klaus Bugdahl Patrick Sercu                           |
| 1977     | Eddy Merckx Patrick Sercu                        | René Pijnen Gert Frank                             | Wilfried Peffgen Günter Haritz                        |
| 1978     | Gregor Braun Patrick Sercu                       | Danny Clark Francesco Moser                        | René Savary Kim Gunnar Svendsen                       |
| 1979     | Donald Allan Danny Clark                         | René Pijnen Francesco Moser                        | Dietrich Thurau Patrick Sercu                         |
| 1980     | René Pijnen Michel Vaarten                       | Patrick Sercu Albert Fritz                         | Heinz Betz Günther Schumacher                         |
| 1981     | Hans-Henrik Ørsted Gert Frank                    | Roman Hermann Horst Schütz                         | Albert Fritz Wilfried Peffgen                         |
| 1982     | René Pijnen Patrick Sercu                        | Gert Frank Josef Kristen                           | Maurizio Bidinost Pierangelo Bincoletto               |
| 1983     | Hans-Henrik Ørsted Gert Frank                    | Anthony Doyle Gary Wiggins                         | Henry Rinklin Josef Kristen                           |
| 1984     | Anthony Doyle Gary Wiggins                       | Roman Hermann Sigmund Hermann                      | Henry Rinklin Josef Kristen                           |
| 1985     | René Pijnen Gert Frank                           | Anthony Doyle Gary Wiggins                         | Dietrich Thurau Josef Kristen                         |
| 1987 (1) | Roman Hermann Josef Kristen                      | Etienne De Wilde Stan Tourné                       | René Pijnen Gert Frank                                |
| 1987 (2) | Volker Diehl Roland Günther                      | Urs Freuler Hans Rudi Maerki                       | Roman Hermann Sigmund Hermann                         |
| 1988     | Danny Clark Anthony Doyle                        | Volker Diehl Roland Günther                        | Roman Hermann Hans Rudi Maerki                        |
| 1989     | Danny Clark Anthony Doyle                        | Bruno Holenweger Daniel Wyder                      | Marc Meilleur Philippe Tarantini                      |
| 1990     | Pierangelo Bincoletto Jens Veggerby              | Laurent Biondi Philippe Tarantini                  | Roland Günther Carsten Wolf                           |
| 1995     | Kurt Betschart Bruno Risi                        | Pierangelo Bincoletto Marco Villa                  | Etienne De Wilde Laurenzo Lapage                      |
| 1996     | Jimmi Madsen Jens Veggerby                       | Kurt Betschart Bruno Risi                          | Andreas Kappes Carsten Wolf                           |
| 1997     | Jimmi Madsen Jens Veggerby                       | Kurt Betschart Bruno Risi                          | Etienne De Wilde Frank Corvers                        |
| 1999     | Damien Pommereau Robert Sassone                  | Andreas Müller Bernhard Waechter                   | Martin Bláha Jacub Lazar                              |
| 2000     | Matthew Gilmore Etienne De Wilde                 | Silvio Martinello Marco Villa                      | Kurt Betschart Bruno Risi                             |
| 2001     | Matthew Gilmore Etienne De Wilde                 | Silvio Martinello Marco Villa                      | Kurt Betschart Bruno Risi                             |
| 2002     | Danny Stam Robert Slippens                       | Kurt Betschart Bruno Risi                          | Martin Liska Jozef Zabka                              |
| 2003     | Andreas Kappes Andreas Beikirch                  | Danny Stam Robert Slippens                         | Kurt Betschart Bruno Risi                             |
| 2004     | Alexander Aeschbach Franco Marvulli              | Martin Liska Jozef Zabka                           | Jens-Erik Madsen Michael Smith Larsen                 |
| 2005     | Matthew Gilmore Iljo Keisse                      | Martin Bláha Petr Lazar                            | Konstantin Ponomarev Aleksei Schmidt                  |
| 2006     | Bruno Risi Franco Marvulli                       | Danny Stam Peter Schep                             | Alois Kaňkovský Petr Lazar                            |
| 2007     | Jens Mouris Peter Schep                          | Alexéi Márkov Nikolái Trusov                       | Ivan Kovaliov Aleksei Schmidt                         |
| 2008     | Iljo Keisse Kenny De Ketele                      | Casper Jørgensen Michael Mørkøv                    | Ivan Kovaliov Serguéi Kolésnikov                      |
| 2009     | Roger Kluge Robert Bartko                        | Aleksei Schmidt Serguéi Kolésnikov                 | Danny Stam Peter Schep                                |
| 2010     | Chéquia · Martin Bláha · Jiří Hochmann           | Bélgica · Kenny De Ketele · Tim Mertens            | Ucrânia · Mikhail Radionov · Sergiy Lagkuti           |
| 2011     | Bélgica · Kenny De Ketele · Iljo Keisse          | Suíça · Claudio Imhof · Cyrille Thièry             | França · Vivien Brisse · Morgan Kneisky               |
| 2012     | Chéquia · Martin Bláha · Jiří Hochmann           | Rússia · Artur Yershov · Valeri Kaikov             | Itália · Angelo Ciccone · Elia Viviani                |
| 2013     | Itália · Elia Viviani · Liam Bertazzo            | Espanha · David Muntaner · Albert Torres           | Bélgica · Kenny De Ketele · Gijs Van Hoecke           |
| 2014     | Áustria · Andreas Graf · Andreas Müller          | Bélgica · Kenny De Ketele · Otto Vergaerde         | França · Morgan Kneisky · Vivien Brisse               |
| 2015     | Espanha · Sebastián Mora · Albert Torres         | Rússia · Mikhail Radionov · Andréi Sazánov         | França · Morgan Kneisky · Bryan Coquard               |
| 2016     | Espanha · Sebastián Mora · Albert Torres         | França · Morgan Kneisky · Benjamin Thomas          | Bélgica · Kenny De Ketele · Moreno De Pauw            |
| 2017     | França · Florian Maitre · Benjamin Thomas        | Dinamarca · Niklas Larsen · Casper Pedersen        | Polónia · Wojciech Pszczolarski · Daniel Staniszewski |
| 2018     | Bélgica · Kenny De Ketele · Robbe Ghys           | Alemanha · Roger Kluge · Theo Reinhardt            | Reino Unido · Ethan Hayter · Oliver Wood              |
| 2019     | Dinamarca · Lasse Norman Hansen · Michael Mørkøv | Países Baixos · Yoeri Havik · Jan-Willem van Schip | Alemanha · Maximilian Beyer · Theo Reinhardt          |
| 2020     | Espanha · Sebastián Mora · Albert Torres         | Portugal · Ivo Oliveira · Rui Oliveira             | Itália · Francesco Lamon · Stefano Moro               |